# Neoempheria bidentata
Neoempheria bidentata är en tvåvingeart som beskrevs av Coher 1959. Neoempheria bidentata ingår i släktet Neoempheria och familjen svampmyggor. Inga underarter finns listade i Catalogue of Life.